# Albumblad
Albumblad. Drie versies van 'Waar in de ondoorschenen lagen'  is een van de gedichten van J.H. Leopold met die titel en waarvan deze versie in 1984 afzonderlijk werd uitgegeven.

## Geschiedenis
In de jaren 1980 werd gewerkt aan de historisch-kritische uitgave van het werk van de dichter J.H. Leopold die tussen 1983 en 1985 verscheen in zeven delen. Geregeld werden daarvan voorpublicaties uitgegeven, vooral in bibliofiele uitgaven. Dit gedicht in de verschillende bekende varianten is een van die uitgaven die afzonderlijk werden uitgegeven.
In 1912 publiceerde P.C. Boutens voor het eerst in een boekuitgave gedichten van Leopold, zonder medeweten en toestemming van Leopold zelf. Daarop besloot de dichter zelf een bundeling uit te geven die in 1914 verscheen. Hierin waren ook ongepubliceerde gedichten opgenomen waarvan Albumblad er een van is; het betreft hier een gedicht met de beginregel Waar in de ondoorschenen lagen. (Leopold heeft nog verschillende andere gedichten diezelfde titel gegeven.) Naast de door Leopold zelf gegeven versie werd in 1958 een andere versie naar een handschrift in de zogenaamde Robertson-collectie gepubliceerd. In de jaren 1980 werd ten slotte nog een derde versie naar een ander handschrift ontdekt.

### Uitgave
Dit Albumblad verscheen als 46e uitgave van de Arethusa Pers van Herber Blokland te Baarn in juli 1984. Het werd bezorgd en voorzien van een nawoord door H.T.M. van Vliet. Van de twee bekende handschriften werden facsimiles afgedrukt en ook de drukproef uit 1914 werd opgenomen. De uitgave werd voorzien van een frontispice van de hand van Lou Strik terwijl in een aantal exemplaren een tweede afdruk van die kopergravure werd opgenomen. De oplage bedroeg 120 arabisch genummerde exemplaren. Er bestaan gebrocheerde, in linnen en in halfleer gebonden exemplaren; brocheer- en bindwerk dat door Geert van Daal werd verzorgd.
De ingenaaide exemplaren zijn voorzien van een los blauw omslag waarop auteursnaam cursief, de verkorte titel romein in zwart is gedrukt. De in blauw linnen gebonden exemplaren dragen in romein auteursnaam en titel in goud kapitaal gedrukt op de rug. Bij de in halfleer gedrukte exemplaar staan in romein auteursnaam en titel in goud kapitaal gedrukt op de rug; de platten zijn overtrokken met marmerpapier en sommige exemplaren zijn in een blauwe cassette gestoken. Het is onduidelijk hoeveel exemplaren van welke uitvoering zijn uitgegeven; het vermoeden bestaat dat er tien halfleren exemplaren zijn.